# Gypona stalina
Gypona stalina är en insektsart som beskrevs av Delong och Freytag 1962. Gypona stalina ingår i släktet Gypona och familjen dvärgstritar. Inga underarter finns listade i Catalogue of Life.